# پونیک (لهستان بزرگ‌تر)
پونیک (به لاتین: Poniec) یک شهر و گمینا در لهستان است که در گمینا پونگتس واقع شده‌است. پونیک ۳٫۵۴ کیلومتر مربع مساحت و ۲٬۸۷۵ نفر جمعیت دارد.